# Faro di Vieste
Il faro di Vieste sorge sullo scoglio di Santa Eufemia (situato tra le punte di Santa Croce e di San Francesco), proprio di fronte alla città pugliese. La sua posizione risulta strategica per le rotte di navigazione tra il medio e basso Adriatico.

## Storia
È stato progettato nel 1867 e la torre su cui trova sistemazione la lanterna è situata sulla vecchia abitazione del fanalista, che oggi, grazie all'automazione completa è disabitata. Sull'isolotto di Santa Eufemia fu scoperta una grotta nel 1987, che presenta sulle sue pareti interne  almeno 200 iscrizioni votive in greco e latino, fatte dai marinai di passaggio dall'isola, di cui alcune in onore di Venere Sosandra (dea del mare e salvatrice di uomini) databili dal III secolo a.C. alla tarda età romana.
Il faro è controllato e gestito dal Comando di zona fari della Marina Militare con sede in Taranto. La Marina Militare si occupa della gestione di tutti i fari (di cui 128 d'altura) sugli 8.000 km circa di coste italiane dal 1910, avvalendosi di tecnici sia militari sia civili.